# Hantmadár-tirannusz
A hantmadár-tirannusz (Ochthoeca oenanthoides) a madarak osztályának a verébalakúak (Passeriformes) rendjébe és a királygébicsfélék (Tyrannidae) családjába tartozó faj.

## Rendszerezése
A fajt Alcide d’Orbigny és Frédéric de Lafresnaye írták le 1837-ban, a Fluvicola nembe Fluvicola oenanthoides néven.

## Alfajai
- Ochthoeca oenanthoides oenanthoides (Orbigny & Lafresnaye, 1837)
- Ochthoeca oenanthoides polionota P. L. Sclater & Salvin, 1870[1]

## Előfordulása
Az Andok hegységben, Argentína, Bolívia, Chile, Paraguay és Peru területén honos. Természetes élőhelyei a szubtrópusi és trópusi hegyi esőerdők, magaslati legelők és cserjések, folyók és patakok környéke. Állandó, nem vonuló faj.

## Megjelenése
Testhosszúsága 14,5–17 centiméter.

## Életmódja
Általában egyedül vagy párban rovarokkal táplálkozik.

## Természetvédelmi helyzete
Az elterjedési területe elég nagy, egyedszáma pedig stabil. A Természetvédelmi Világszövetség Vörös listáján nem fenyegetett fajként szerepel.